# Mugilogobius tigrinus
Mugilogobius tigrinus är en fiskart som beskrevs av Helen K. Larson 2001. Mugilogobius tigrinus ingår i släktet Mugilogobius och familjen smörbultsfiskar. Inga underarter finns listade i Catalogue of Life.